# Санлисский договор
Санлисский договор — договор о разделе бургундского наследства, подписанный в мае 1493 года в Санлисе между императором Священной Римской империи Максимилианом I и королём Франции Карлом VIII.
После гибели бургундского герцога из династии Валуа Карла Смелого, погибшего в битве при Нанси, возник вопрос о наследовании его обширных владений. Титул бургундского герцога и соответствующие ему владения были выделены его предкам на условиях апанажа и должны были возвратиться в королевский домен. Однако основная часть его владений (включая Бургундские Нидерланды) должна была быть унаследована его дочерью Марией Бургундской. Король Франции Людовик XI рассчитывал присоединить к землям короны, помимо бургундского герцогства, и другие территории, принадлежавшие ранее Карлу Смелому. Мария и её супруг, сын императора Священной Римской империи Максимилиан, предъявили свои права, в результате чего началась война за бургундское наследство, кульминацией которой явилось состоявшееся в 1479 году сражение при Гинегате, завершившееся в пользу Максимилиана и Марии. Несмотря на это поражение, действия Людовика XI в борьбе за наследство Карла Смелого в целом были более успешны. Мария трагически погибла в 1482 году, и, в соответствии с Аррасским договором, Максимилиану пришлось отказаться от графства Франш-Конте, графства Артуа (с городом Аррас) и ряда других владений во Франции, отдав их в качестве приданого за своей дочерью Маргаритой в её предстоящем браке с французским дофином.
Обручение состоялось в 1483 году незадолго до смерти Людовика XI, а в 1491 году помолвка была расторгнута и Карл VIII женился на наследнице Бретани. Таким образом предыдущий договор терял силу. Однако владения, входившие в приданое Маргариты, были удержаны французским королём.
Максимилиан стремился вернуть Бургундское графство, графство Артуа, графство Шароле и другие земли. В 1493 году Карл VIII, ввязавшийся в конфликт из-за претензий на трон Неаполя, был вынужден пойти на удовлетворение его требований. В соответствии с подписанным в Санлисе договором, большинство спорных вопросов между королём Франции и императором Священной Римской империи были улажены. Большая часть спорных территорий отдавались Габсбургам, за исключением графств Оксеруа, Маконне и некоторых других сеньорий и кастелянств.